# Frea latevittata
Frea latevittata là một loài bọ cánh cứng trong họ Cerambycidae.